# Andrew Carnie
Andrew Carnie (19 de abril de 1969) es un profesor de lingüística canadiense en la Universidad de Arizona. Es autor y coautor de ocho libros y tiene numerosos artículos publicados sobre la teoría sintáctica formal y los aspectos lingüísticos del gaélico escocés y del irlandés. Nació en Calgary, Alberta. 
Es también un profesor reconocido de danza balcánica y folclórica internacional.

## Especializaciones
- Sintaxis.
- Estructura del sintagma.
- Jerarquías gramaticales.
- Caso gramatical.
- Lenguas celtas.
- Irlandés moderno.
- Gaélico escocés.

## Educación
- Licenciado en Lingüística y Filología Celta: Universidad de Toronto, 1991
- Doctor en Lingüística y Filosofía: Instituto Tecnológico de Massachusetts, 1995